# 엔토쿠촌
엔토쿠촌(延徳村)은 나가노현 시모타카이군에 있던 촌이다. 현재의 나카노시 중심부의 남서쪽에 해당한다.

## 역사
- 1889년 4월 1일 - 정촌제 시행에 의해 4촌의 구역을 확장해 성립하였다.
- 1954년 7월 1일 - 나카노정, 히노촌, 히라노촌, 나가오카촌, 히라오카촌, 다카오카촌, 시나노촌, 야마토촌과 합병해 나카노시로 승격되어 동일 엔토쿠촌은 폐지되었다.

## 인구
1930년 발간된 『시정실록 개정 제2판』에 따르면, 가구수 440호, 인구 220명이다.

## 교통

### 철도
- 나가노 전철
  - 가토 선 (현・나가노 선)

## 참고문헌
- 商業興信所編『日本全国諸会社役員録 明治36年』商業興信所、1893 - 1911年。
- 『職員録 明治29年 乙』印刷局、1896年。
- 竹内伊四郎編『大日本紳士名鑑』明治出版社、1916年。
- 文竜館編『長野県市町村提要』文竜館ほか、1918年。
- 日本自治協会編『市町村治績録 改訂第2版』日本自治協会、1930年。
- 『가도카와 일본 지명 대사전 20 長野県』。